# Abriaquí
Abriaquí es un municipio de Colombia ubicado en la subregión Occidente del departamento de Antioquia. Limita por el norte con los municipios de Frontino y Cañasgordas, por el este con los municipios de Giraldo y Santa Fe de Antioquia, por el sur con los municipios de Caicedo y Urrao, y por el oeste con los municipios de Urrao y Frontino. 
Los apelativos que tradicionalmente se le han dado a este municipio son: "Acuarela Natural", "Remanso de Paz" y "Pesebre de Antioquia".

## Topominia
Algunos nombres antiguos que recibió este municipio fueron Mallarino, Palestino, Santa Cruz de Narváez ó Norvalles. Según la teoría más popular, su nombre definitivo de hoy día se remonta a la Colonia, cuando la minera doña María Centeno Zafra y Taborda comandó a un esclavo con las palabras "Abrí Aquí", para ocultar el oro que en un accidentado viaje transportaba hacia Urabá. 

## División Político-Administrativa
Además de su Cabecera municipal. Abriaquí tiene bajo su jurisdicción el siguiente corregimiento (de acuerdo a la Gerencia departamental):
| Corregimiento | Centros Poblados | Veredas                                          |
| La Antigua    | - La Antigua     | Nancuí, Piedras, Quimulá, Santa Teresa, Timotea. |

## Historia
Los Catíos ocupaban el territorio comprendido entre los ríos Cauca y Atrato, la Serranía de Abibe y la Costa Atlántica. Estos originarios eran muy hábiles cazadores y pescadores.
Según registros fiables, la región que ocupaba en 1941 el floreciente municipio de Abriaquí, dotado por la naturaleza de una ferocidad imponderable, estuvo habitada en tiempos de la conquista por los belicosos indígenas de la nación de los Catíos. Las costumbres de estas tribus, las más importantes del territorio de lo que hoy conforma el departamento de Antioquia, fueron descritas brillantemente por Fray Pedro Simón, uno de los grandes historiadores de la Conquista. 
Cuenta Fray Pedro que los Catíos eran “gente membruda y bien dispuesta, de gran verdad en sus contratos. En sus guerras utilizaban lanzas, dardos, bastones y flechas, pero todo limpio de veneno. Usaban cabellos largos, si no es cuando van a la guerra, momentos en el cual se los cortan. Las mujeres los traen más largos, pues a las que más, les llegan hasta los pies. Adornan bien sus rostros con varias joyas de oro, y también en orejas, pecho y narices". 
Por 1537 el licenciado Juan de Badillo partiría de San Sebastián de Urabá rumbo al sur, al mando de 300 soldados, más de 100 esclavos negros y muchos indios. Después de penalidades sin cuento, pocos llegaron a su meta. Pero les cupo en suerte recorrer por primera vez la región en que hoy está situado el Municipio de Abriaquí. 
Años más tarde, el cacique catío Toné encabezaría la insurrección indígena contra los vecinos de la ciudad. Así las cosas, el gobernador de la Provincia de Popayán,  Álvaro de Mendoza a la sazón, eligió al capitán Gaspar de Rodas para aplastar el alzamiento de Toné y los demás caciques de la región. Bien armados, luego de distintos incidentes que demoraron su partida, 94 españoles al mando de  Gaspar enrumbaron hacia las tierras controladas por el cacique. 
Poco después los recibiría el jefe catío Yutengo con estas arrogantes palabras: “Yo, capitán español, soy Yutengo, no menos rico de bienes que valor, que vengo a certificarte nuestra determinación, que es de negarte la paz, y darte a fuego y sangre cruel guerra si al punto no sacas el pie de esta tierra". Y terminó pidiéndoles orgullosamente que entraran "con una mano puesta en la cabeza y otra en las armas". 
Sin lugar a dudas, fueron algunos hombres de Rodas quienes exploraron por segunda vez el territorio de Abriaquí, embrujados por el señuelo del oro y las aventuras.
Lentamente fue transcurriendo el lento proceso de la pacificación. Los indios iban siendo ya exterminados, ya ahuyentados hacia lo profundo de las selvas, u obligados a trabajar bajo la férula de los encomenderos. 
Y llegamos así a la Colonia. Paso a paso, sin acontecimientos de importancia, se fueron desgranando los días de aquella época. Se sucedieron generaciones enteras en el remanso de un vivir simple y honrado: madrugar mucho antes de salir el sol, y durante el día dirigirse a las faenas del campo. 
Tal vez de estas prácticas del hogar nació esa tradición que atribuye a la famosa doña María Centeno Zafra y Taborda las palabras que originaron el nombre de ABRIAQUÍ. Se dice que doña María pasó por esos lugares y que ordenaba “abrir aquí... Una fosa para ocultar el oro que iban dejando tirado las bestias que se iban muriendo... 
En 1795 un señor Andrés López fue comisionado por el entonces gobernador de la Provincia para que, acompañado de algunos políticos, recorriera las montañas que forman las vertiente del río Herradura, y amojonaron y evaluaron esas tierras. La región, en ese entonces, fue avaluada en cincuenta castellanos de oro. 
En 1827, pasada la Independencia cuyas noticias debieron llegar a estas lejanas latitudes como un apagado rumor de héroes, los vecinos de Abriaquí solicitaron a las autoridades eclesiásticas la erección de una capilla. El ilustrísimo Jiménez obispo de la diócesis de Santa Fe de Antioquia de aquel entonces, concedió lo dicho, pero la autoridad civil revocó la autorización. Sólo años después, en 1831, los curas accedieron a la erección de la capilla.
Sólo el 29 de abril de 1912 Abriaquí recobró su calidad de distrito, según ordenanza n.º 17 del mismo año. Se discutió muy profundamente cuál debería ser el nombre del municipio. Unos decían que Mallarino, otros que Santa Cruz, pero finalmente se impuso por mayoría el nombre de Abriaquí.
Hoy día, 2024, Abriaquí continúa siendo ese municipio pequeño, acogedor, que en su área rural tiene ríos ricos propicios para la pesca; posee zona arqueológica y en una parte de su jurisdicción se posa el hermoso Parque nacional natural Las Orquídeas, que comparte con Urrao y Frontino, y que sirve de hábitat de especies de flora y fauna silvestre.

## Geografía física

### Ubicación
| Noroeste: Frontino     | Norte: Frontino, Cañasgordas | Noreste: Cañasgordas                              |
| Oeste: Frontino, Urrao |                              | Este: Cañasgordas, Giraldo, Santa Fe de Antioquia |
| Suroeste Urrao         | Sur: Caicedo                 | Sureste: Santa Fe de Antioquia                    |

### Clima
| Parámetros climáticos promedio de Abriaquí | Parámetros climáticos promedio de Abriaquí | Parámetros climáticos promedio de Abriaquí | Parámetros climáticos promedio de Abriaquí | Parámetros climáticos promedio de Abriaquí | Parámetros climáticos promedio de Abriaquí | Parámetros climáticos promedio de Abriaquí | Parámetros climáticos promedio de Abriaquí | Parámetros climáticos promedio de Abriaquí | Parámetros climáticos promedio de Abriaquí | Parámetros climáticos promedio de Abriaquí | Parámetros climáticos promedio de Abriaquí | Parámetros climáticos promedio de Abriaquí | Parámetros climáticos promedio de Abriaquí |
| Mes                                        | Ene.                                       | Feb.                                       | Mar.                                       | Abr.                                       | May.                                       | Jun.                                       | Jul.                                       | Ago.                                       | Sep.                                       | Oct.                                       | Nov.                                       | Dic.                                       | Anual                                      |
| ------------------------------------------ | ------------------------------------------ | ------------------------------------------ | ------------------------------------------ | ------------------------------------------ | ------------------------------------------ | ------------------------------------------ | ------------------------------------------ | ------------------------------------------ | ------------------------------------------ | ------------------------------------------ | ------------------------------------------ | ------------------------------------------ | ------------------------------------------ |
| Temp. máx. media (°C)                      | 23.3                                       | 23.8                                       | 24.2                                       | 24.0                                       | 23.2                                       | 23.1                                       | 23.7                                       | 23.3                                       | 23.7                                       | 23.3                                       | 23.9                                       | 22.9                                       | 23.5                                       |
| Temp. media (°C)                           | 17.9                                       | 18.3                                       | 18.8                                       | 18.9                                       | 18.4                                       | 18.3                                       | 18.4                                       | 18.1                                       | 17.8                                       | 17.8                                       | 17.6                                       | 17.7                                       | 18.2                                       |
| Temp. mín. media (°C)                      | 12.6                                       | 12.9                                       | 13.5                                       | 13.8                                       | 13.7                                       | 13.5                                       | 13.2                                       | 13.0                                       | 13.0                                       | 13.3                                       | 13.0                                       | 12.5                                       | 13.2                                       |
| Precipitación total (mm)                   | 66                                         | 83                                         | 117                                        | 249                                        | 254                                        | 182                                        | 157                                        | 178                                        | 204                                        | 284                                        | 217                                        | 125                                        | 2116                                       |
| Fuente: climate-data.org                   |                                            |                                            |                                            |                                            |                                            |                                            |                                            |                                            |                                            |                                            |                                            |                                            |                                            |

## Demografía
Población: 2 695 hab. (2018)
- Población urbana: 824
- Población rural: 1 871

Alfabetismo: 93,03% (2018)
- Mujeres: 94,13%
- Hombres: 92,1%

### Etnografía
Según las cifras presentadas por el DANE del censo 2005, la composición etnográfica del municipio es: 
- Mestizos & Blancos (99,8%)
- Afrocolombianos (0,2%)

## Vías de comunicación
Se comunica por carretera con Medellín, Cañasgordas y Frontino
Se comunica por vía fluvial por el río Herradura.

## Economía
- Agricultura: maíz, el fríjol y la panela
- Ganadería en todas sus formas, caballar, vacuno, mular
- Minería
- Madera
- Artesanías: Costalejas, sombreros y esteras, así como lazos de cabuya. También se tejen prendas de lana y se hacen objetos de cerámica.

La agricultura y la ganadería han sido tradicionalmente las principales ocupaciones económicas de sus habitantes. 
Como dato histórico, en 1940 prosperaban las minas Las Camelias, Socorro, Piedras, La Antigua, Morrogacho, La Timotea y Popales.
De otra parte, en Abriaquí tradicionalmente se han fabricado quesos campesinos de exquisito gusto.

## Gastronomía
Una especialidad tradicional de la región son sus quesos campesinos, de exquisito gusto.

## Fiestas
- Fiestas patronales: San Pedro y San Pablo, 29 de junio
- Fiestas de los Reyes Magos y del Retorno, 6 de enero
- La Semana de la Cultura, del 17 al 23 de noviembre
- Feria de la Antioqueñidad, 11 de agosto

## Sitios de interés
Patrimonio histórico artístico:

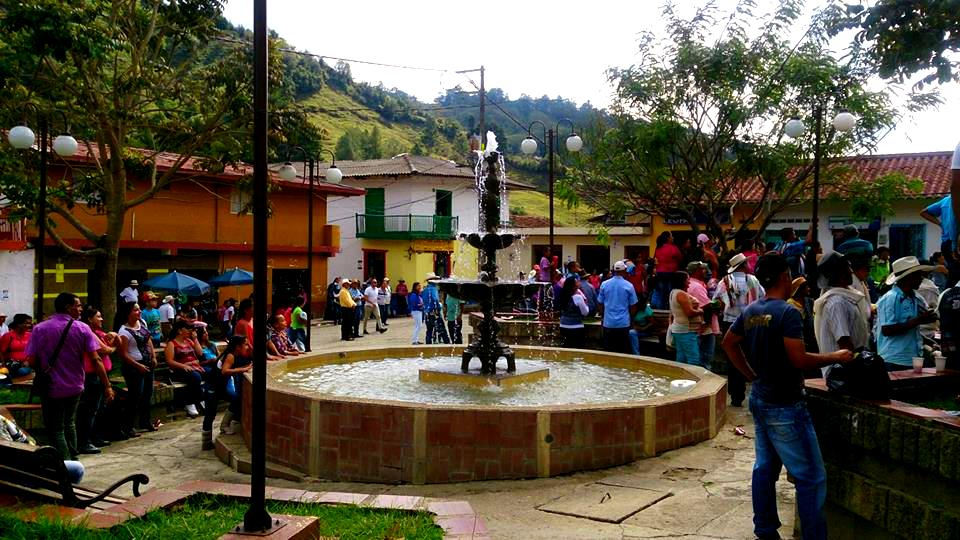

- Iglesia parroquial de la Santa Cruz. La actual obra se construyó entre 1914 y 1928, en estilo ecléctico, con su frontis en ladrillo cocido, con una espadaña central. Consta de una nave central y dos laterales

- La Ermita de Santa Rosalía. Obra de estilo colonial

- Capilla de María Auxiliadora en la vereda de La Nancuí del Corregimiento de La Antigua

Destinos Ecológicos:
- Cerro La Horqueta, altura predominante de la región, considerada como la tercera más alta de Antioquia, debe su nombre a la forma de su cúspide la cual es visible desde todas las veredas del municipio y de municipios vecinos como Frontino.
- Cerro Morrogacho, cerro tutelar de la población, famoso por su Piedra Bonita, lugar mágico de mitos y leyendas, y de excelente belleza.

- Parque Natural de las Orquídeas, localizado en jurisdicción de las localidades de Urrao, Abriaquí y Frontino; tiene una extensión territorial de 32 mil hectáreas. Su clima es templado, con una temperatura promedio de 26 grados centígrados. Para llegar hasta el Parque de las Orquídeas, desde Medellín, se toma la vía que conduce hasta el municipio de Amagá. Luego se inicia un recorrido por el corregimiento de Bolombolo y el municipio de Concordia, hasta arribar a Urrao. El trayecto tiene una duración aproximada de 5 horas en carro.

Ya en Urrao el Corpouraba, institución oficial, es el encargado de dar las orientaciones a los visitantes. El recorrido por el parque se puede hacer caminando o en bestia. En la actualidad el parque es habitado por comunidades Embera, quienes reemplazaron en estas tierras a los Catíos.
En el parque asombran las montañas, de gran tamaño, grandes árboles, hasta de 100 metros, y un gran variedad de orquídeas, entre las que se destaca la Catleya.

## Geografía

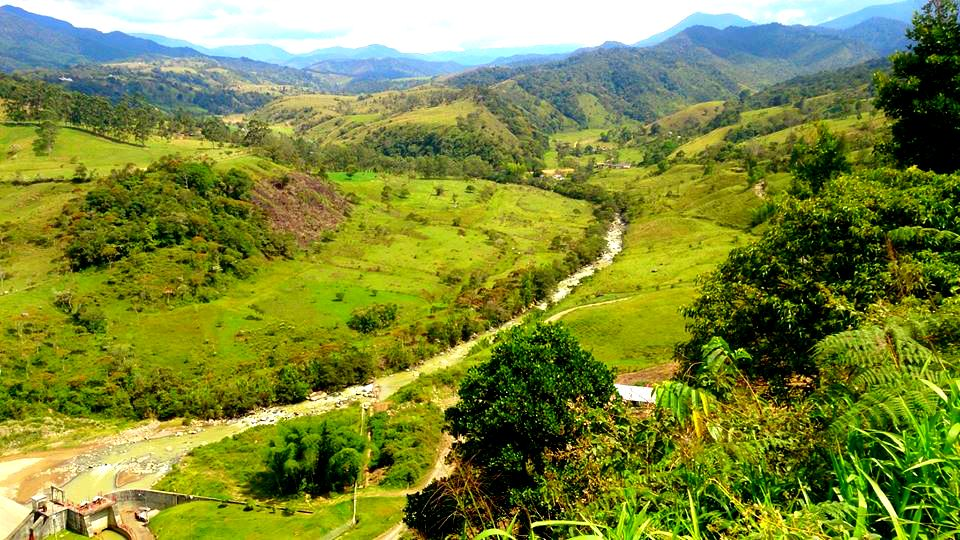

### Hidrografía
El sistema hidrográfico del Municipio se agrupa en tres arterias principales y un cuarto estrato para las caídas de agua.
Río Herraduranace en el alto del junco, límites con el municipio de Caicedo. Recorre al municipio en una extensión aproximada de treinta km de sudoeste a noreste. En su curso recibe el tributo de numerosas quebradas u arroyos así: por la ribera derecha: Riecito, La Cardona, San Josecito, La Julia, Aguadero, Amagamiento, Oso, Santa Rosalía, El Tambo, San Pedro, El Rodeo, San Bartolo, La Cerrazón, Morrogacho, Santa Teresa, La Antigua y Timotea. Por la margen izquierda recibe aguas de la Quebradona, Chupadero, La Mina, Guaguas, Corcovado, La Galeana, San Felipe, La Julia Rosa, La Lucia, El Barranco entre otros afluentes.
Río Abriaquídesciende la cordillera de San Ruperto, límites con el municipio de Urrao y ve engrosar su corriente por las aguas de las quebradas: San José, San Ruperto, Las Tatabras, y el Chupadero. Este se une al Herradura, en el sitio de las Juntas.
Quebrada San Pedronace en lo Alto de la Alegría, con el nombre de Monos. Allí también nace la quebrada de Insor que rinde sus aguas a la de Monos. En su curso la San Pedro recibe las aguas de la Ahuyameras, Santa Ana formada por esta y los Chorros.

#### Otras caídas de agua
- Cascada de Popales, hermosas caídas de aguas formadas por arroyos que se precipitan de gran altura.
- Cascadas de la finca Morrogacho
- Cascadas de la cabecera del Cañón de Santa Teresa.
- Cienaguita: localizada en el Alto de la Alegría, cubierta de vegetación, nutre aguas para Abriaquí y Tonusco Arriba.

## Orografía
Las cadenas montañosas del Municipio pertenecen a las estribaciones de la cordillera occidental de los Andes.
Un poco al sur de Boquerón de Toyo, la cordillera se bifurca y el ramal que separa las cuencas de los ríos Cañasgordas y Herradura y que muere en la confluencia de estos presenta los siguientes accidentes: al suroeste del Boquerón de Toyo esta el Alto de la Alegría (3.430 m s. n. m.), estudiado por el sabio Francisco José de Caldas (1813) y del que consideró se trataba de un volcán y lo determinó como “El león dormido “por el hallazgo de fuentes termales en la base del citado pico. De ahí la cordillera toma dirección sur noreste hasta Morrogacho (3.000 m s. n. m.). La cuchilla de Morrogacho marca límites con Cañasgordas en 6 ½ kilómetros cuadrados; se presenta luego el alto de Pizarro; La Loma de la Balsa hasta el filo La Herradura. Este ramal muere en Chororò, en la confluencia de los ríos Herradura y Cañasgordas, en adelante el Herradura se llama Río Sucio que tributa sus aguas al Atrato.

### Otros accidentes topográficos
- Cerro de la Horqueta
- Filo tres Piedras
- Morro Pelado
- Alto del Junco
- Sabanas de Pená
- Morrogacho

## Límites
Abriaquí es un municipio de Colombia ubicado en la subregión Occidente del departamento de Antioquia. Limita por el norte con los municipios de Frontino y Cañasgordas, por el este con los municipios de Giraldo y Santa Fe de Antioquia, por el sur con los municipios de Caicedo y Urrao, y por el oeste con los municipios de Urrao y Frontino.
Extensión total: 290 km²
Extensión área urbana: 0,3 km²
Extensión área rural: 289,7 km²
Altitud de la cabecera municipal (metros sobre el nivel del mar): 1.920 m s. n. m.
Temperatura media: 18 °C
Distancia de referencia: desde Medellín 125 km por el Mpio de Cañasgordas

## Economía
Agriculturamaíz, el fríjol y la panela
Ganadería en todas sus formas, caballar, vacuno, mular
Minería
Madera
Aguacate
Granadilla

### Artesanías
Costalejas, sombreros y esteras, así como lazos de cabuya. También se tejen prendas de lana y se hacen objetos de cerámica. 
La agricultura y la ganadería han sido tradicionalmente las principales ocupaciones económicas de sus habitantes.
Como dato histórico, en 1940 prosperaban las minas Las Camelias, Socorro, Piedras, La Antigua, Morrogacho, La Timotea y Popales.
De otra parte, en Abriaquí tradicionalmente se han fabricado quesos campesinos de exquisito gusto.

### Vías de comunicación

#### Terrestres
Para llegar al Municipio de Abriaqui existen dos vías terrestres la primera: desde Medellín por la vía al mar en las alturas del Municipio de Cañasgordas se toma una vía secundaria que conduce directamente al Municipio.
La segunda opción, un poco más extensa es la vía que conduce al Municipio de Frontino pasando por la zona Urbana, luego de la cual se toma una vía destapada que conduce igualmente al Municipio.

#### Fluviales
La más importante vía fluvial del municipio es el río Herradura, que lo recorre en una extensión de 35 Kilómetros. Recoge las aguas de más de 30 arroyos, y su principal afluente es el río Abriaquí, constituyendo la Hoya de este último una región extensa y muy fértil, apropiada para la agricultura y la ganadería.